# Festa de São Sebastião
A Festa de São Sebastião é uma festa em homenagem a São Sebastião.

## Brasil

### Bahia

#### Alcobaça

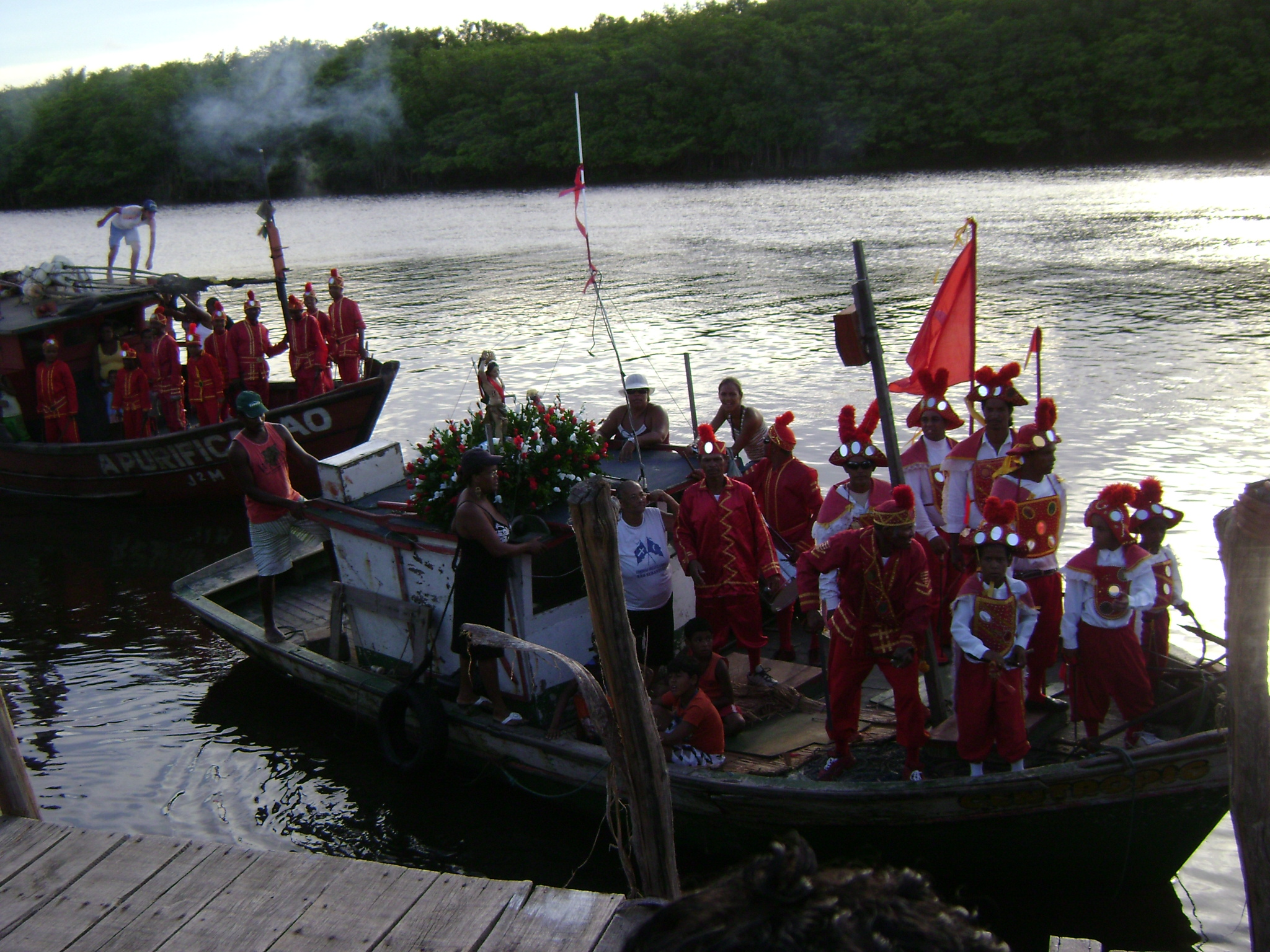
Mouros desembarcando para a festa de São Sebastião em Alcobaça, Bahia.

Em Alcobaça a tradicional luta entre mouros e cristãos e a Festa de São Sebastião são realizadas nos dias 19 e 20 de janeiro, culminando no dia 20.
Essa manifestação folclórica foi introduzida no Brasil pelos portugueses na época da Colônia. A luta reflete as guerras na Idade Média entre os cristãos e os mouros.
A luta entre mouros e cristãos pode ser encontrada também em várias cidades da Bahia e do Brasil. Mas seu nome varia muito a depender da localidade. Alguns dos nomes mais conhecidos são marujada, cavalhada e expulsão de mouros. O povo de Alcobaça se refere a essa manifestação como "luta de mouros e cristãos".

#### Trancoso

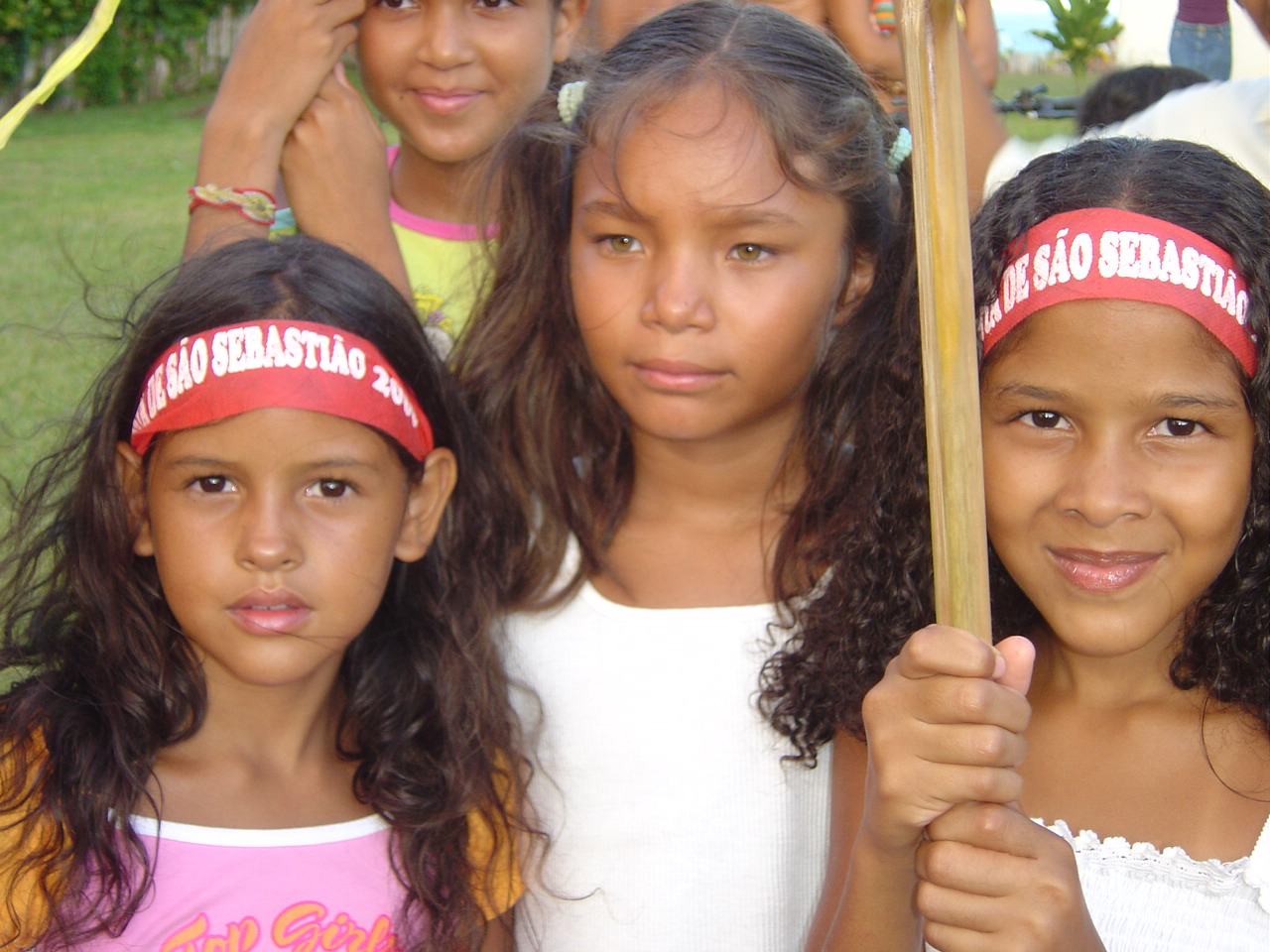
Crianças de Trancoso no dia da festa de São Sebastião em 2006.

A festa é celebrada sempre no dia 20 de janeiro de cada ano, no povoado baiano de Trancoso e em várias outras cidades da Bahia.
Esta festa se caracteriza pela intensa participação dos nativos, a população nascida na região de Trancoso, formada por descendentes de portugueses e índios.
A festa é considerada original por não ter sido ainda incluída no calendário turistíco o que preserva a originalidade.
Os cânticos, sempre repetidos em forma de mantra, de modo enérgico e vibrante, motiva e emociona a quem participa sobretudo aos mais sensíveis visitantes.
A festa, na realidade, inicia vários dias antes do dia 20 de janeiro com as reuniões da comissão organizadora e os diversos ensaios de cânticos no Quadrado, praça principal do povoado.
Culmina no final da tarde do dia 20 de janeiro com uma procissão onde uma estátua de São Sebastião, ao lado da estátua de São Brás que tem a sua festa celebrada no dia 3 de fevereiro, percorre o povoado de Trancoso e ao final em frente da Igreja de São João Batista, este o padroeiro do povoado, é feita uma homenagem com a "dança do pau" e a substituição do mastro de madeira feita exclusivamente por homens, com a bandeira do santo no topo que ali ficará por mais um ano.
No mês de janeiro de 2007, foi entregue à população do povoado, pela Prefeitura Municipal de Porto Seguro, município ao qual o povoado pertence, uma das casas localizadas no Quadrado, onde foi implantada a Casa das Festas e a Casa da Cultura de Trancoso que irá contribuir para a preservação das tradições da Festa de São Sebastião assim como da Festa de São Brás.

### Mato Grosso do Sul

#### Maracaju
Também é conhecida como Festa de São Sebastião de Vista Alegre, em alusão ao distrito de Vista Alegre, onde ocorrem os festejos, a Festa de São Sebastião é uma festa popular, conhecida por seus bailes de música regional, carneadas em prol de almoços beneficentes, procissão e missas realizadas pelos devotos do santo.
História
A história conta que a devoção pelo santo nesta região, começou por causa de um milagre que uma jovem chamada Amélia Francisca Adão, conhecida mais tarde como “Mãe Amélia”, filha de escravos, teria recebido de São Sebastião. Em meados de 1902, a jovem Amélia na rotina da vida rural da época, saiu desprotegida com o corpo quente em uma manhã de chuva fina e fria de inverno, por conta disso sofreu um choque térmico que a deixou paralítica de uma parte da face. Devota de São Sebastião pediu ajuda ao santo e sua prece foi atendida.
Quando Amélia recebeu o milagre, ela o revelou e o cumpriu até o fim de sua vida a promessa que havia feito ao santo. Então dias antes do aniversário de São Sebastião saía nas chácaras e fazendas da região arrecadando prendas para realizar a festa aos inocentes e necessitados e, organizava as procissões e missas a São Sebastião.

### Paraíba

#### Catingueira
A cidade de Catingueira foi consagrada a São Sebastião, depois, que, pela sua gloriosa intercessão a Nosso Senhor Jesus Cristo, este povo foi livrado de uma peste (provavelmente a peste bubônica) que já estava nas proximidades daquela região.
A festa de São Sebastião acontece desde o dia 1º até o dia 20 de janeiro. Sendo que do primeiro ao nono dia, as novenas são realizadas nas comunidades da paróquia: Emas, Cacimbas, Serra Branca, Mina do ouro (Vila Itajubatiba), Barrento, Pereiros, Torrões, Curtume, Condado e Pedro Velho. No dia 10 abre-se oficialmente a Festa de São Sebastião, com o hasteamento das bandeiras da Paróquia e do Município às 5 horas da manhã, onde também acontece a primeira alvorada da festa, (fogos, toque da banda Cabaçal), à tarde uma carreata sai da rua do Olho D'água e percorre as principais ruas da cidade até chegar ao pátio da Matriz onde acontece o hasteamento da bandeira de São Sebastião. Do dia 11 ao dia 19 são celebradas novenas em honra ao Mártir. No dia 20, uma Missa 
Solene é celebrada pela manhã na Matriz, após esta Missa as bandeiras da cidade e da paróquia são descerradas. Uma procissão inicia a cerimônia de encerramento da festa fazendo quase que o mesmo percurso que a carreata de abertura, só que, esta parte da Igreja Matriz, e volta a mesma, onde é celebrada mais uma Missa Solene a São Sebastião. Após a Missa é encerrada a festa com o arriamento da Bandeira do Santo.
Dentre as tradições da Festa, destacam-se: Os soldadinhos (em imitação ao mártir, que por sua vez, foi soldado do império romano), as grandiosas quermesses, leilões de galinhas ("penosas de São Sebastião"), a transladação do mastro (no qual se ergue a bandeira do santo), as alvoradas às 5 da manhã (fogos e toque da banda Cabaçal) e o ritual se repete ao meio dia e às 17 horas.
A festa é a segunda maior da Diocese de Patos (2014), Diocese à qual pertence. E até mesmo que é uma das maiores do estado da Paraíba. Os filhos ausentes da cidade que moram em várias localidades do Brasil ou até mesmo no exterior, como Itália, EUA, Portugal, se fazem presentes e participam muito ativamente desta festa tão cativante.
A festa de São Sebastião 2014 teve como tema: "Com teu sangue, oh mártir, somos Comunidade de comunidades!"
E o lema foi do Livro dos Atos do Apóstolos 2, 42: "Perseveravam eles na doutrina do Apóstolos, na reunião em comum, na fração do pão e nas orações."
A cada ano, a festa de São Sebastião, torna-se mais orante, mais festiva, mais participada, enfim, Viva São Sebastião!
Aqui está a reflexão sobre a Abertura da festa de São Sebastião 2014, feita pelo pároco daquela pequena porção do Povo de Deus, o Padre Bento Oliveira de Almeida:
"Com teu sangue oh Mártir, somos Comunidade de Comunidades. 'Perseveravam eles na doutrina dos apóstolos, na reunião em comum, na fração do pão e nas orações.' 
Caros Catingueirenses, devotos e devotas de São Sebastião;
Já é tempo de celebrar! É chegada a Festa do nosso querido padroeiro São Sebastião! O motivo maior de nossos cânticos, louvores, novenário, procissões, é o testemunho deste grande santo que teve seu sangue derramado durante a perseguição de Diocleciano, por volta do ano 303. Mas nós bem sabemos que esse testemunho fecundou a Igreja, e de tal modo, que hoje, no Vale do Piancó, há uma rede de comunidades formando uma paróquia, que o invoca como Padroeiro. Este ano, nosso enfoque na festa é fazer com que os cristãos leigos despertem para seu protagonismo, enquanto evangelizadores e que lancem um olhar sobre este novo jeito de ser Igreja, a saber: 'Comunidade de Comunidades, uma nova Paróquia'. Nossas comunidades precisam ser ambientes de vida, lugar de acolhida, manifestando as mesmas disposições de Jesus. Esperamos que tal enfoque desperte-as para serem Casa da Palavra, Casa do Pão, Casa da Caridade. 
Desejo a todos uma Festa Iluminada, pacífica. Dá-me a mão! Façamos esta Festa acontecer!"

## Portugal

### Negreiros
Devido а história da sua vida, o mártir São Sebastião é popularmente conhecido como o padroeiro dos jovens que vão cumprir o serviço militar, daí que, em Negreiros, seja tradição que a festa em sua honra seja organizada pelos jovens da freguesia. Embora antigamente as jovens raparigas não se integrassem no serviço militar, mesmo assim, é tradição ajudarem os rapazes na organização da festa em honra do Mártir.
Os festejos em homenagem a S. Sebastião merecem, também, destaque na tradição desta freguesia, por um lado, porque é a única festa de Inverno realizada na freguesia e, por outro, porque conta com a participação e organização dos jovens da freguesia que completam 20 anos de idade no ano anterior ao da realização da festa.